# Московский международный кинофестиваль 2003
XXV Московский международный кинофестиваль проходил с 20 по 29 июня 2003 года. В качестве почётных гостей фестиваль посетили актрисы Софи Марсо, Фанни Ардан, Джина Лоллобриджида, актёр Макс фон Сюдов, а также режиссёр Питер Гринуэй.

## Жюри
- Сергей Бодров-старший, режиссёр (Россия, председатель)
- Агнешка Холланд, режиссёр (Польша)
- Кен Расселл, режиссёр (Великобритания)
- Мориц Бляйбтрой, актёр (Германия)
- Бабак Паями[англ.], режиссёр (Иран)
- Мика Каурисмяки, режиссёр, продюсер (Финляндия)
- Ольга Будина, актриса (Россия)

## Фильмы-участники основного конкурса
- «Yu», Франц Новотны (Австрия)
- «Божественный огонь» («La Luz prodigiosa»), Мигель Эрмосо (Италия — Испания)
- «Будущее прошлое» («Passato prossimo»), Мария Соле Таньяцци (Италия)
- «Да будет воля божья» («Seja o Que Deus Quiser»), Мурильо Саллес (Бразилия)
- «Коктебель», Алексей Попогребский и Борис Хлебников (Россия)
- «Легче верблюду…» («Il est plus facile pour un chameau…»), Валерия Бруни-Тедески (Франция)
- «Лунный свет» («Moonlight»), Паула Ван дер Оест (Германия — Великобритания — Нидерланды)
- «Неделя в Пеште и Буде» («Egy Hét Pesten és Budán»), Карой Макк (Венгрия)
- «Несчастная любовь» («Malamor»), Хорхе Эчеверри (Колумбия)
- «Петербург», Ирина Евтеева (Россия)
- «Прогулка», Алексей Учитель (Россия)
- «Разогреть вчерашний обед» («Подгряване на вчерашния обед»), Костадин Бонев (Болгария)
- «Скагеррак» («Skagerrak»), Серен Крагх-Якобсен (Великобритания — Швеция — Дания)
- «Сова» («Fukurô»), Канэто Синдо (Япония)
- «Спасти зелёную планету!» («Jigureul jikyeora!»), Чан Чжун Хван (Республика Корея)
- «Танцуя в пыли» («Raghs dar chobar»), Асгар Фархади (Иран)
- «Убить короля» («To Kill a King»), Майк Баркер (Великобритания — США — Германия)
- «Засну, когда умру» («I’ll Sleep When I’m Dead»), Майк Ходжес (Великобритания — США)
- «Эйла» («Eila»), Ярмо Лампела (Финляндия)

## Награды фестиваля
Главный приз «Золотой Георгий» за лучший фильм
- «Божественный огонь» («La Luz prodigiosa»), Мигель Эрмосо[англ.] (Италия — Испания)[1]

Специальный приз жюри «Серебряный Георгий»
- «Коктебель», Алексей Попогребский и Борис Хлебников (Россия)[1]

Приз «Серебряный Георгий» за лучшую режиссёрскую работу
- Чан Чжун Хван[англ.], «Спасти зелёную планету!» («Jigureul jikyeora!»), Республика Корея[1]

Приз «Серебряный Георгий» за лучшее исполнение мужской роли
- Фарамаз Гарибян[англ.], «Танцуя в пыли» («Raghs dar chobar»), Иран[1]

Приз «Серебряный Георгий» за лучшее исполнение женской роли
- Синобу Оотакэ[англ.], «Сова» («Fukurô»), Япония[1]

Специальный приз «Серебряный Георгий» за вклад в мировой кинематограф
- Канэто Синдо (Япония)[1]

Премия «Верю. Константин Станиславский»
- Фанни Ардан (Франция)[1]

Приз Федерации киноклубов России за лучший фильм основного конкурса[уточнить]
- «Прогулка», Алексей Учитель (Россия)